# 奧馬魯魯
奧馬魯魯是非洲西南部國家納米比亞的城市，由埃龍戈區負責管轄，位於該國中部奧馬魯魯河畔，建城於1872年5月22日，2010年人口估計約4,800。
21°26′S 15°56′E / 21.433°S 15.933°E